# Đảo Cái Bầu
Đảo Cái Bầu – wietnamska wyspa położona w Zatoce Tonkińskiej.

## Geografia

Mapa morska wybrzeża Ile de Ke-Bao z 1944 roku

Đảo Cái Bầu leży w północnej części Wietnamu. Wybrzeże wyspy zwane Ile de Ke-Bao leży około 25 kilometrów od granicy z Chinami. Najwyższy szczyt wyspy wznosi się na wysokość 1507 m n.p.m.. Na Đảo Cái Bầu znajdują się zarówno lasy, jak i gęste dżungle.